# 비아드리나 유럽 대학교
비아드리나 유럽 대학교(Europa-Universität Viadrina)는 독일 브란덴부르크주 프랑크푸르트에 있는 대학교이다. 독일의 대학교 중 가장 동쪽에 위치해 있으며 비아드리나라는 이름은 '오데르강에 있는'이라는 의미의 라틴어에서 유래했다. 2010/2011년 겨울학기에는 6,452명의 학생이 등록했는데 그 중 독일 학생이 77%, 폴란드 학생이 12%였으며 이외에 84개국에서 온 유학생들이 11%를 차지했다. 현재 총장은 전 유엔주재 독일 대사 군터 플로이거(Gunter Pleuger)이다.

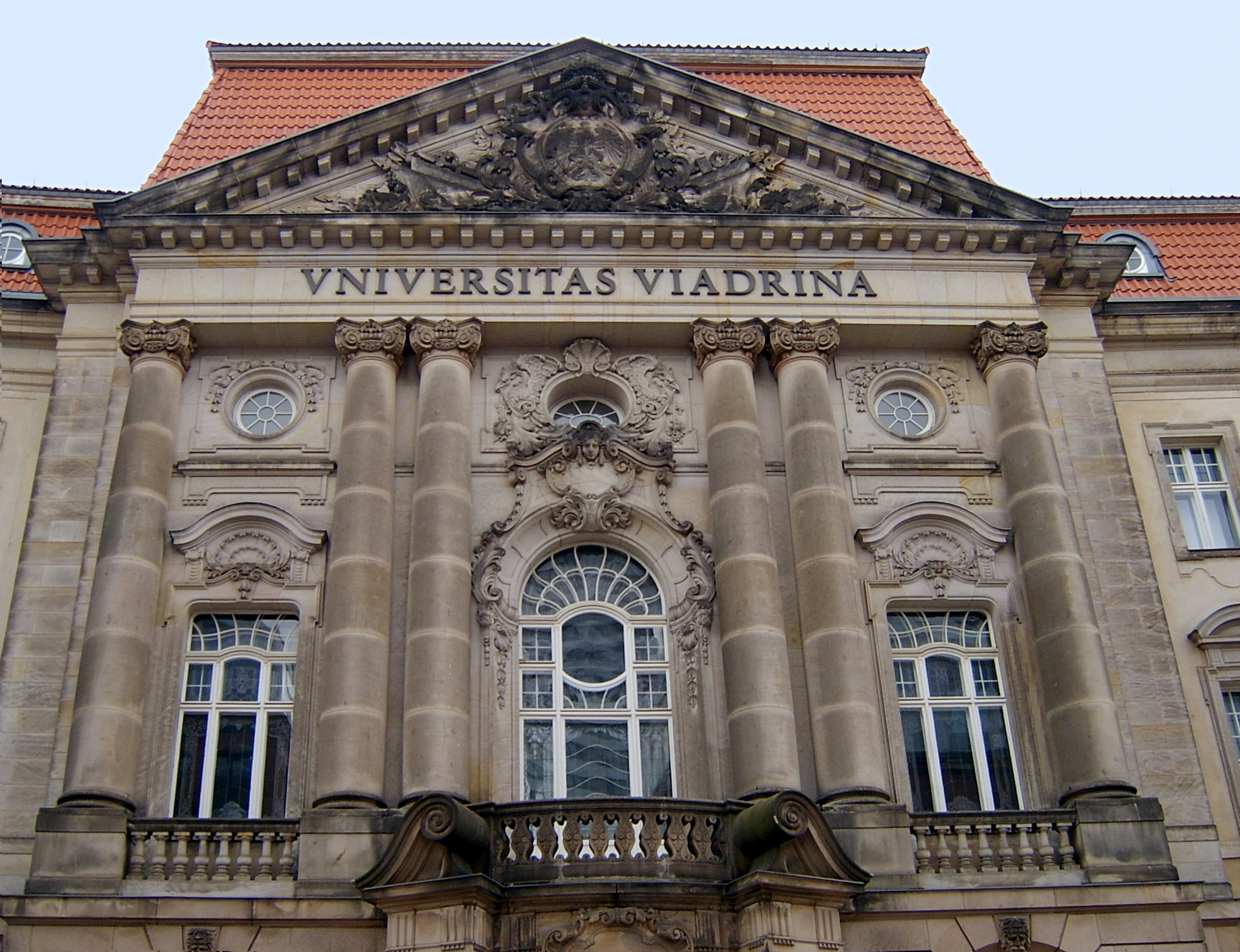
중앙건물의 정문

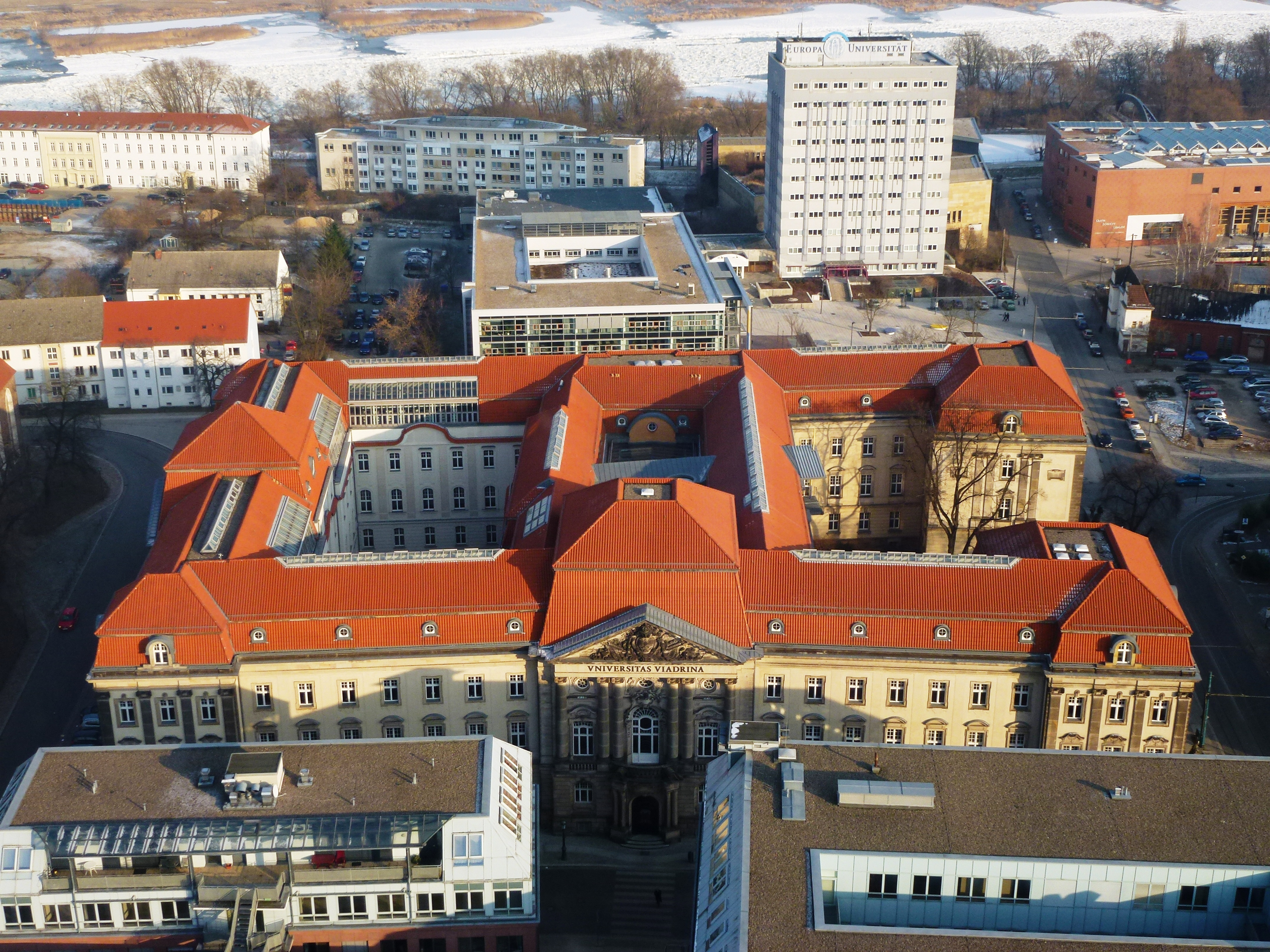
Viadrina view from Oderturm (2012)